# A Manuel Carrasco i Formiguera
A Manuel Carrasco i Formiguera és un monument que es troba a la plaça d'Adrià, del barri de Sant Gervasi-Galvany de Barcelona. Inaugurat el setembre del 2003, està dedicat a Manuel Carrasco i Formiguera, advocat i polític català afusellat pel bàndol franquista en el transcurs de la Guerra Civil. És obra de l'artista Josep (Pep) Admetlla i consta d'un cub d'acer inoxidable i, al seu costat, unes tires que contenen gravades diferents referències a Carrasco i Formiguera encastades al paviment.

## Història
El 17 d'agost del 1938, quatre mesos després de l'execució de Manuel Carrasco i Formiguera a Burgos per ordre personal del dictador Francisco Franco, Antoni Maria Sbert, conseller de governació de la Generalitat republicana, hi va posar la primera pedra d'un monument a la seva memòria, on actualment es troba la font de la lliçó (inaugurada l'any 1961). Va consistir en un tub de vidre que contenia un artístic pergamí signat pels representats de l'Ajuntament de Barcelona (presidit per Hilari Salvadó) la Generalitat(presidida per Lluís Companys), el Govern d'Euskadi i entitats polítiques. La iniciativa partia de la Generalitat, que, al mateix temps, havia emplaçat l'Ajuntament a crear un comité que impulsés aquella acció. No obstant, l'ocupació per part de les tropes franquistes de la ciutat el gener del 1939 va impedir poder completar l'obra i se'n va desmantellar qualsevol vestigi.
Amb la restauració de la democràcia, el primer reconeixement i restitució de la figura de Carrasco i Formiguera en l'espai públic de Barcelona arribà pocs mesos després de les primeres eleccions municipals democràtiques del 1979, quan el 20 de desembre d'aquell mateix any, l'Ajuntament li va atorgar el carrer que fins aleshores es deia del Doctor Amigant a Sarrià.

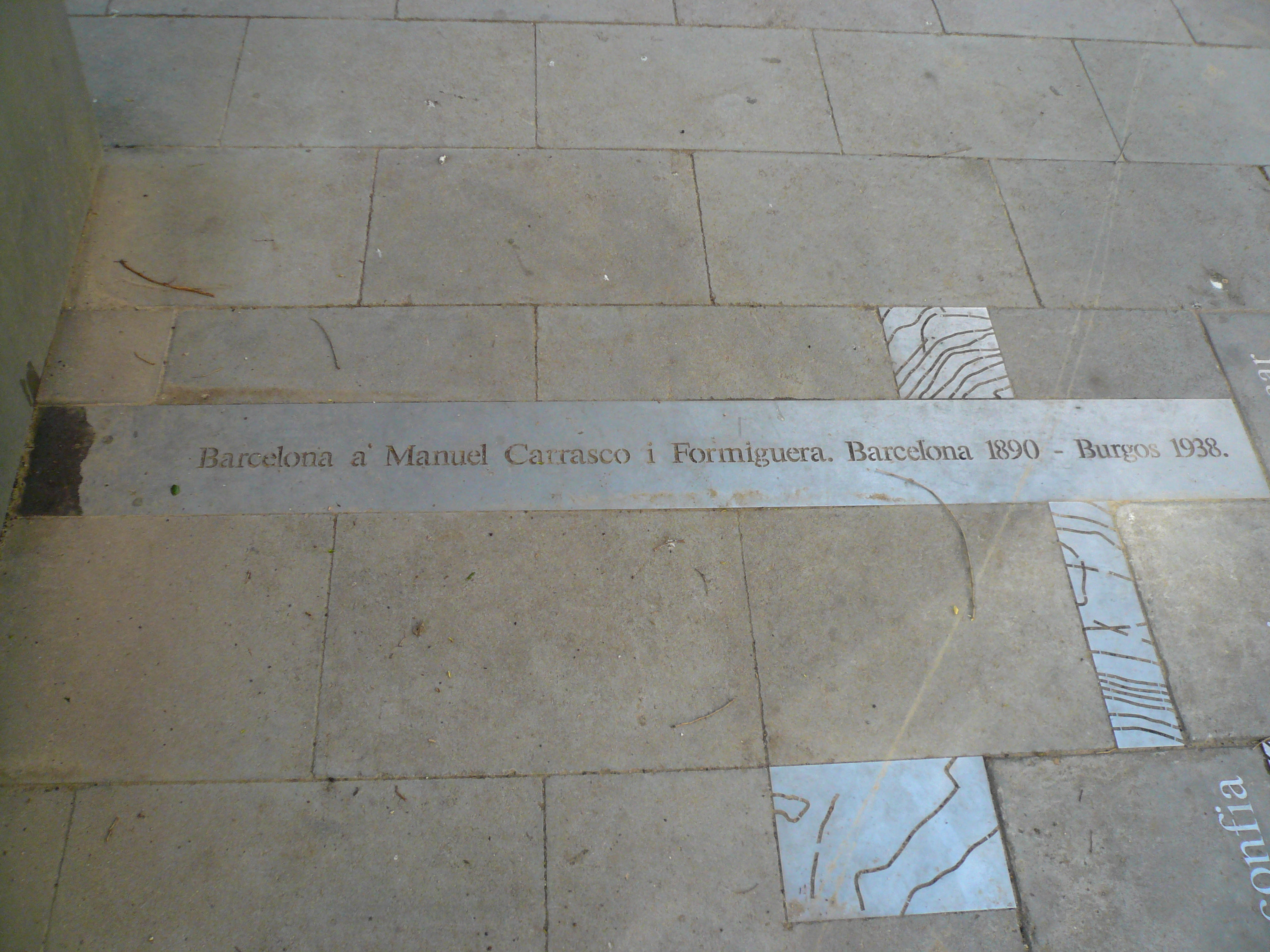
Paviment del monument amb la inscripció: «Barcelona a Manuel Carrasco i Formiguera. Barcelona 1890 - Burgos 1938»

Anys més tard, el 21 d'abril del 2001, es traslladaren les restes mortals del polític des del cementiri parroquial de Sant Genís dels Agudells al de Montjuïc. La setmana següent, l'Ajuntament va aprovar una proposició presentada per Convergència i Unió (CiU) i recolzada per totes les formacions amb representació al consistori (PSC, PP, ERC i ICV), per a erigir-li un monument a la plaça d'Adrià, per ser el lloc escollit durant la Guerra Civil, o bé «en un altre lloc rellevant de la ciutat».

Es va optar per la primera opció, i l'artista escollit fou el gironí Josep (Pep) Admetlla. La seva proposta inicial discorria per realitzar dues escultures: una sobre l'aigua de l'estany adjacent a la font de la Lliçó i, l'altra, a l'emplaçament actual, tot suprimint una gran jardinera per facilitar la correcta visualització, en perspectiva, del conjunt escultòric. Durant el procés de creació de l'obra, que va ser de dos anys, es van col·locar dues plaques metàl·liques a ambdós laterals de maó de la font de la Lliçó, que encara hi són presents:
| «                                            | "Memorial Carrasco i Formiguera" | » |
| — Font de la Lliçó.Plaça d' Adrià, Barcelona |                                  |   |

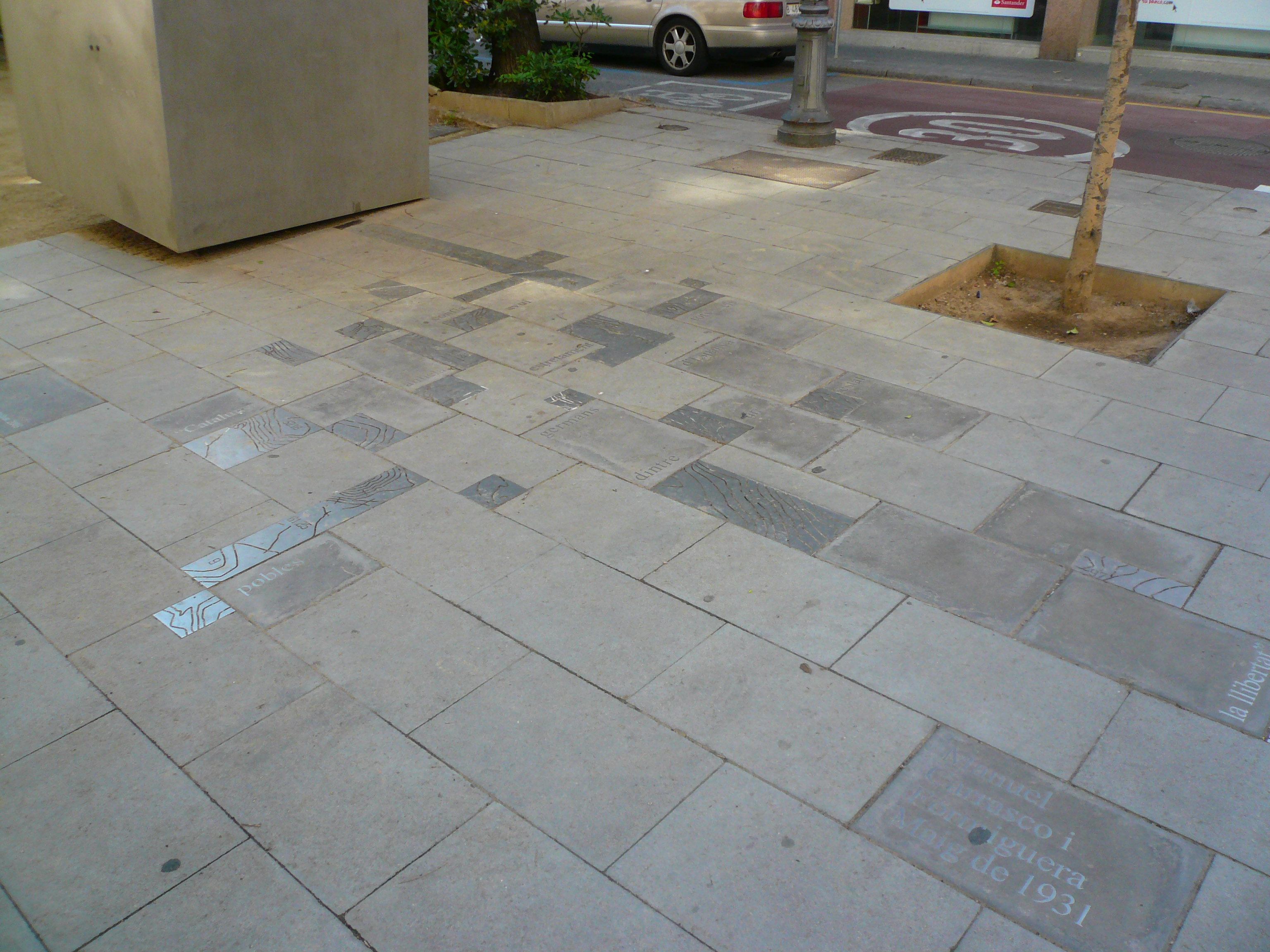
Mosaic del paviment i vista parcial del cub del monument

Finalment, el monument va ser inaugurat el 16 de setembre del 2003, 65 anys més tard del primer intent, per l'alcalde Joan Clos; el president del Parlament de Catalunya, Joan Rigol; el president d'Unió Democràtica de Catalunya, Josep Antoni Duran i Lleida; el conseller de Governació, Josep Maria Pelegrí; la Consellera de Justícia i Interior, Núria de Gispert; tots ells, excepte l'alcalde Clos, membres d'Unió Democràtica de Catalunya; els fills de Manuel Carrasco i Formiguera, Rosa Maria, Mercè i Raimon Carrasco; i amb la presència d'agents de la Guàrdia Urbana de Barcelona vestits amb l'uniforme de gala.

### Die Raum(L'espai)
La intervenció resultant va ser l'actual, és a dir, un únic monument, en forma de cub d'acer inoxidable, de l'alçada d'una persona, a l'extrem de la plaça on hi ha la intersecció amb el carrer de Muntaner. El cub té una variació de tres graus, amb el què, per tant, és un hexàedre i porta gravades les paraules, en alemany, Die Raum (L' Espai), conté dos orificis, a mitja alçada, on es pot visualitzar el cel, un arbre i un estany al fons.
Complementat amb unes tires, també de mateix material, que contenen gravades diferents referències, de forma trossejada i aleatòria, de Carrasco i Formiguera, extretes de les seves cartes escrites, a la familia, des de la presó, es troben encastades al paviment, que unides encertadament cobren el sentit següent:
| « | Catalunya desitja confia anhela avui estretament tots els pobles germans d´Espanya dintre un estat basat en la llibertat. | » |

Al mateix temps, també hi consten una sèrie de xifres que corresponen a la numeració que ell assignava a les cartes que escrivia des de la presó als llurs familiars:
| « | 26,75; 32,18; 61,25; 30,99 i 46,65. | » |